# Chmielno (gmina)
Pour les articles homonymes, voir Chmielno.
Chmielno est une gmina rurale du powiat de Kartuzy, Poméranie, dans le nord de la Pologne. Son siège est le village de Chmielno, qui se situe environ 7 km à l'ouest de Kartuzy et 35 km à l'ouest de la capitale régionale Gdańsk.
La gmina couvre une superficie de 79,18 km2 pour une population de 7 805 habitants en 2019.

## Géographie
La gmina inclut les villages de Borzestowo, Borzestowska Huta, Chmieleńskie Chrósty, Chmielno, Chmielonko, Cieszenie, Dejk, Garcz, Glinno, Grodzisko, Haska, Koryta, Koszkania, Kożyczkowo, Łączyńska Huta, Lampa, Lipowiec, Maks, Miechucino, Miechucińskie Chrósty, Młyn Dolny, Młyn Górny, Przewóz, Rekowo, Reskowo, Rzym, Stary Dwór, Strysza Góra, Sznurki, Węgliska, Zajezierze et Zawory.
La gmina borde les gminy de Kartuzy, Sierakowice et Stężyca.